# Super Mario Galaxy
Super Mario Galaxy és un joc de plataforma de la saga de Mario. El joc va ser anunciat per primera vegada en la conferència de premsa de l'E3 de Nintendo el 9 de maig de 2006. Per les característiques del comandament de Wii, ara Mario pot fer noves maniobres mai vistes en els jocs de Mario.
Aquesta és la tercera aventura 3D després dels aclamats títols Super Mario 64 i Super Mario Sunshine, si bé els fanàtics de les sèries de Mario pensen que Super Mario Galaxy és el successor directe de Super Mario 64. Tant és així que es pensaven que Super Mario Galaxy tindria el nom de Super Mario 128

## El joc
El joc està ambientat a l'espai exterior, al llarg d'una cadena extensa de planetes esfèrics o de forma similar, tot i que moltes galàxies consisteixen en àrees planes, on hi ha la possibilitat de caure. Mario és capaç de saltar o de volar de planeta en planeta per a recol·lectar articles i derrotar enemics. Cada planeta té una força gravitacional que permet al jugador agafar objectes arrodonits, caminar de manera obliqua o al revés. Com en els jocs anteriors de Mario en 3 dimensions, l'objectiu principal és recollir estrelles (superestrelles, o maxiestrelles) acabant tasques o derrotant enemics. La galleda central del joc és l'observatori de l'estel, que es divideix en àrees temàtiques: la terrassa, la font, la cuina, el dormitori, la cambra de motor i el jardí. Es distribueixen entre aquests sis mons, 42 galàxies, i per nivells, qualificats d'1 a 7 estrelles. Per cada estrella que s'obté, el joc permet que el jugador obri més ventall en cadascuna de les àrees temàtiques de la galàxia. Acabar el joc amb 120 estrelles significa ampliar les característiques de Luigi. A partir d'ara podrà saltar més amunt que Mario, però amb menys tracció. Aquesta opció es podrà realitzar quan Luigi estigui a l'aire i sota l'aigua. També tindrà opció a rebre la carta de la festa al país Toad. En aquest joc, Mario té una gamma de capacitats més àmplies. Pot saltar realitzant un triple salt, pot fer el salt de la lliura de terra, de la reculada de la paret i més moviments que estaven absents en la saga de Mario, com el salt de longitud.
També han introduït un moviment interessant com la variació de la lliura de terra, en la qual el jugador ha de saltar enlaire, realitzar un atac de la volta i pressionar Z just en el moment que estigui a mitja volta. Això crea un atac autoguiat molt curt i estès cap al blanc. D'aquesta manera podrà romandre vertical en llocs difícils i podrà establir clarament stomping en monedes i enemics. També pot realitzar estirades mentre dona la volta i salta o fer un moviment a terra per trencar objectes o derrotar enemics senzills. El moviment del melée de Mario és una volta, executada sacsejant el comandament de Wii o Nunchuk, la qual cosa permet que Mario deixi inconscients als enemics. Aquest atac també genera una explosió de la velocitat i un augment addicional en l'alçada dels salts i activa les estrelles del llançament i les estrelles de la zona que li llencen a través d'espai obert. La detecció del moviment del comandament de Wii s'utilitza per a dirigir un llamp i per tenir equilibri en una bola del balanceig. L'indicador permet que el jugador dirigeixi el vent en pujar al damunt d'una bombolla, activa les estrelles de l'estirada que llença Mario als planetes i recull i dirigeix els bocins de l'estrella del foc.
Com en cada joc de Mario 3D, la salut de Mario consisteix en un metre de l'energia, el qual pot ser restaurat quan recull monedes. Quan arriba a zero, Mario perd una vida. Mario comença amb un metre de l'energia dividit en tres seccions i, quan els jugadors recullen un bolet, el seu metre és ampliat per tres a un màxim de sis barres de la salut. No obstant això, aquest cicle inicial no és permanent. Mario també té un segon metre separat de la salut que assenyala el seu subministrament d'aire en nedar sota l'aigua. En el moment que es buidi, Mario perdrà ràpidament peces del seu metre de l'energia. Els clot que s'oferien en els anteriors jocs de Mario han estat substituïts per calabossos, els quals estan situats sota les superfícies de certs planetes i els quals se separen a través de l'espai. No obstant això, moltes vegades, quan Mario està fora de la gravitació d'un planeta, el protagonista caurà a la manera tradicional.
La galàxia de Mario ofereix la majoria de cicles inicials i transformacions de qualsevol joc de Mario 3D. A diferència d'altres jocs de Mario, el protagonista té la capacitat de transformar-se en una abella i usar diversos tipus de bolets. Si el jugador sacseja el comandament de Wii, el bolet fantasma permet que ell es faci invisible, que voli i que es mogui a través d'algunes superfícies sòlides, mentre que el bolet de l'abella permet que ell voli per un temps més curt i que pugi als panals. Les flors hi són també presents. Les flors del foc treballen igual que en els dos últims jocs (a part d'un 20-segon límit de temps) i les flors del gel permeten caminar o patinar sobre la gelada. El bolet motlla permet que Mario salti molt més amunt. L'estrella vermella permet que Mario voli lliurement per un temps curt. L'estrella de l'arc de Sant Martí fa a Mario invencible per un breu temps, similar al Starman dels títols anteriors de Mario.
En aquest joc es poden guardar les partides amb les icones dels personatges o del mateix Mii.

### Mecànics ambientals
Els nous mecànics multijugadors inclouen les fletxes de la gravetat, que fan que Mario graviti en la direcció que aquestes fletxes assenyalen. Pel que fa a la pols estel·lar, es pot agafar simplement movent el cursor per damunt dels bocins o de les monedes. Quan recull 50 estrelles, Mario serà recompensat amb una vida addicional, que equival al mateix premi que s'obtenia en recollir 100 monedes en els altres jocs. Mario pot encendre bocins d'estrella per a esborniar els enemics. També es poden utilitzar per a alimentar en Lumas famolenc que apareix dins l'observatori i del galàxies. Quan queda ple, aquest forma un planeta o una galàxia nova, on es pot trobar una estrella addicional. Mentre que el joc és sobretot en 3D i tots els gràfics són en 3D, hi ha punts en el joc en 2D, com per exemple en el gameplay. En certes parts de certs nivells, els moviments de Mario es restringeixen a un plànol o a un eix de dues dimensions, evocador dels 2D. Hi ha cinc tipus d'estels del prankster que apareixen periòdicament (el ràpid, el temerari, el còsmic, l'enemic, i els estels porpres); quan un d'ells queda en contacte amb un nivell, un desafiament especial s'inicia. Això condueix a una energia Star. La galàxia de Mario té una opció de dos jugadors cooperativa anomenada "manera de la co-estrella", en la qual un jugador controla Mario i un indicador de l'estrella, mentre que l'altre s'encarrega de recol·lectar bocins de l'estrella per a llençar-los als enemics. El primer jugador pot jugar com ho faria habitualment, però durant certs esdeveniments, el segon jugador pot llençar les estrelles sense cap restricció.